# 1980年代の建築
1980年代の建築についての概要である。

## 日本の主要作品
- 生闘學舎 （1980年 高須賀晋＋宮下英雄）
- 光格子の家 （1980年 葉祥栄）
- 名護市庁舎（1981年 象設計集団＋アトリエ・モビル）
- 新高輪プリンスホテル （1982年 村野藤吾）
- 六甲の集合住宅 I （1983年 安藤忠雄）
- つくばセンタービル（1983年 磯崎新）
- 釧路市立博物館 （1983年 毛綱毅曠）
- 伊豆の長八美術館 （1984年 石山修武）
- シルバーハット （1984年 伊東豊雄）
- 世田谷美術館 （1985年 内井昭蔵）
- スパイラル （1985年 槇文彦）
- 風の教会 （1986年 安藤忠雄）
- ヤマトインターナショナル （1986年 原広司）
- 東京工業大学百年記念館 （1987年 篠原一男）
- キリンプラザ大阪 （1987年 高松伸）2008年に取り壊された。
- 結晶のいろ （1987年 高崎正治）
- 光の教会 （1989年 安藤忠雄）
- 幕張メッセ （1989年 槇文彦）
- 葛西臨海水族園 （1989年 谷口吉生）

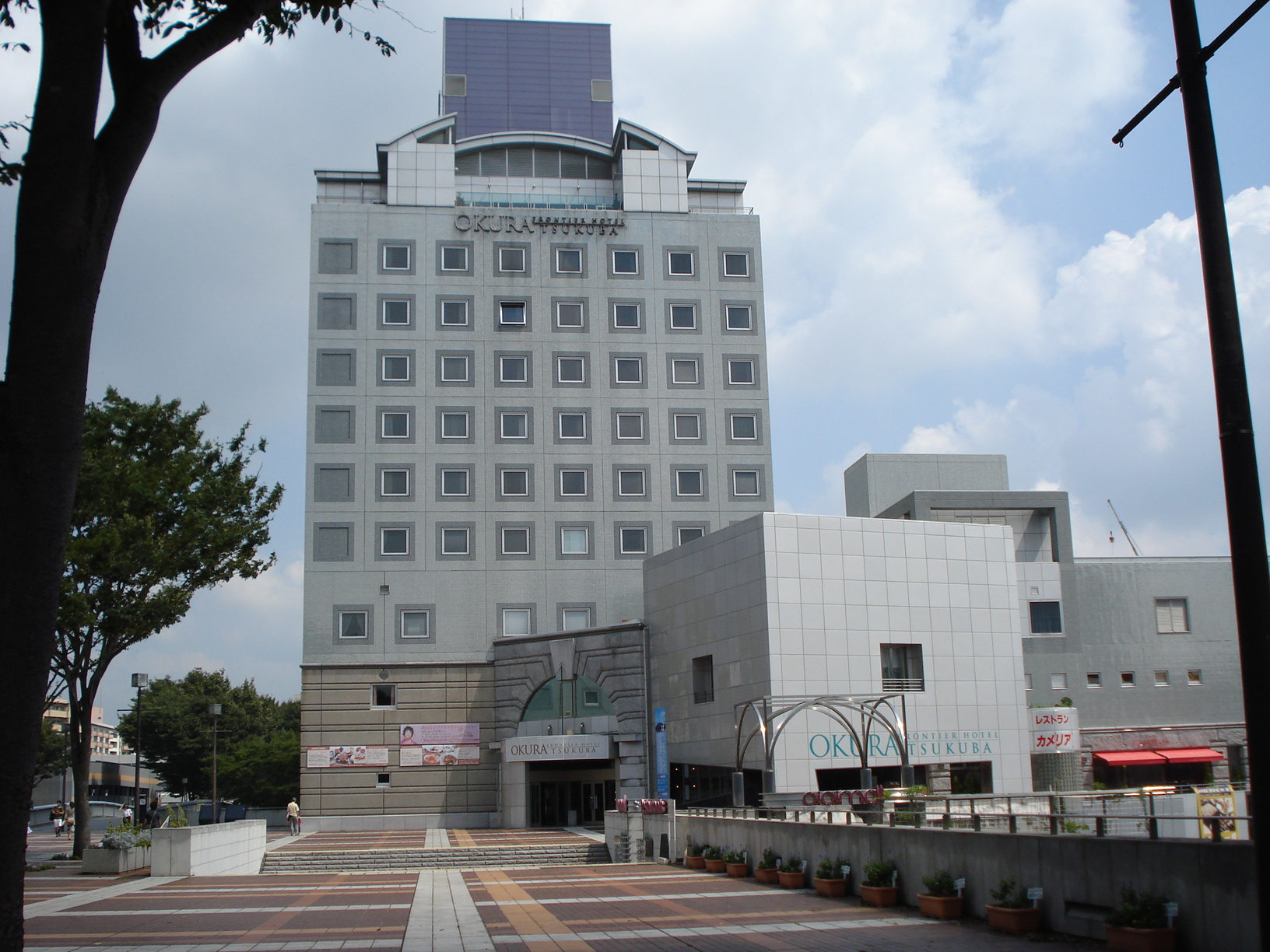
つくばセンタービル
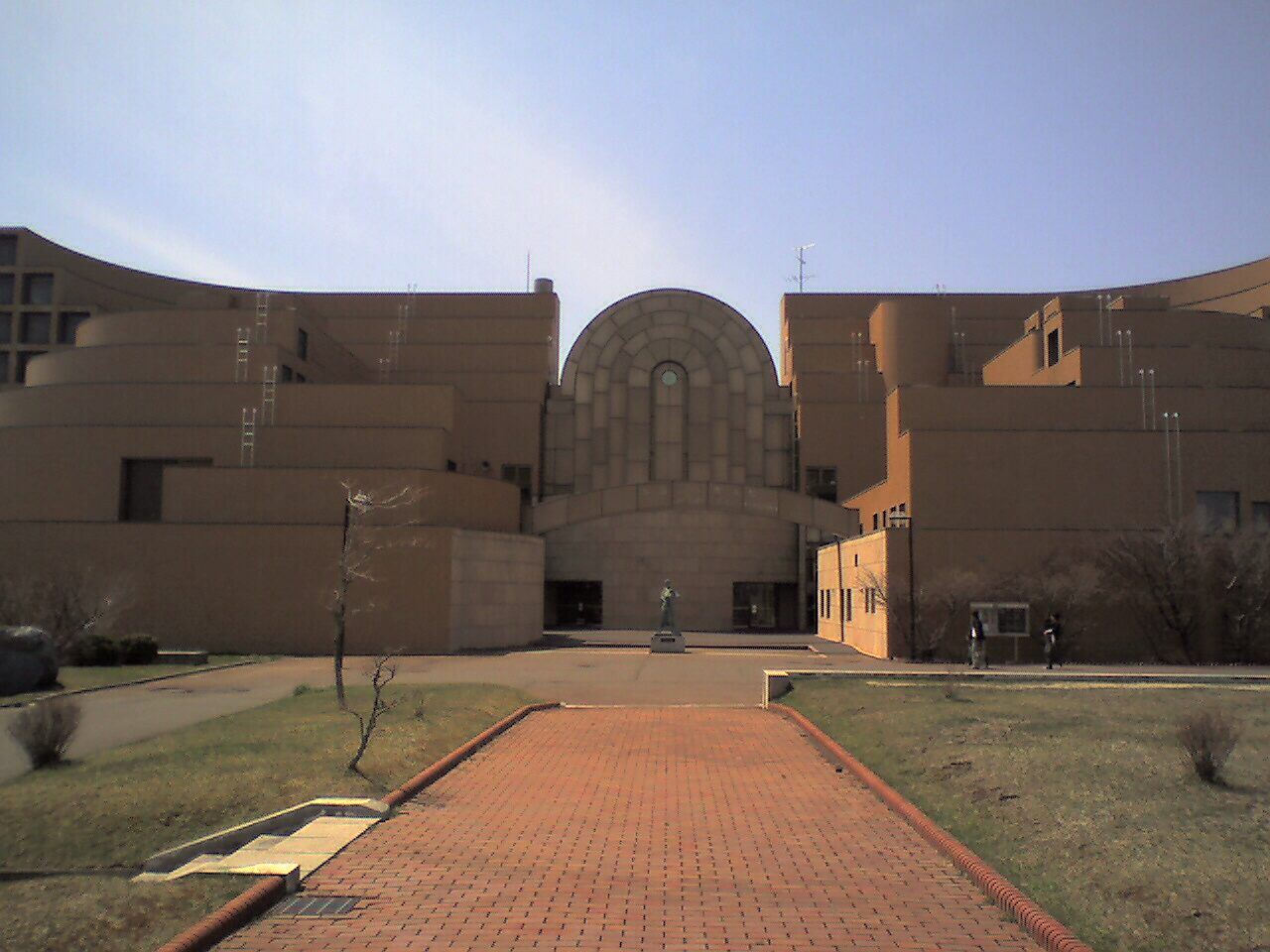
釧路市立博物館
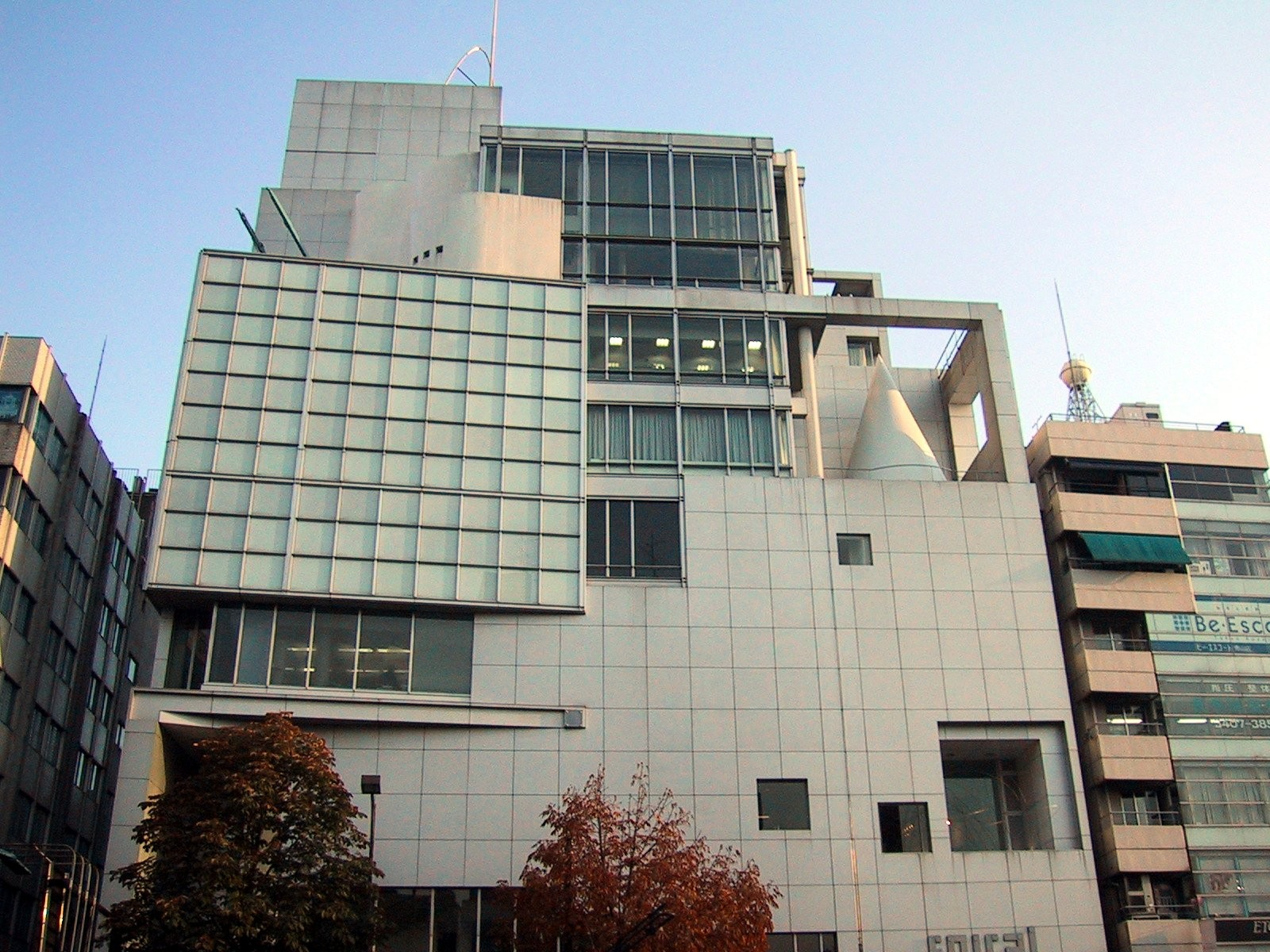
スパイラル
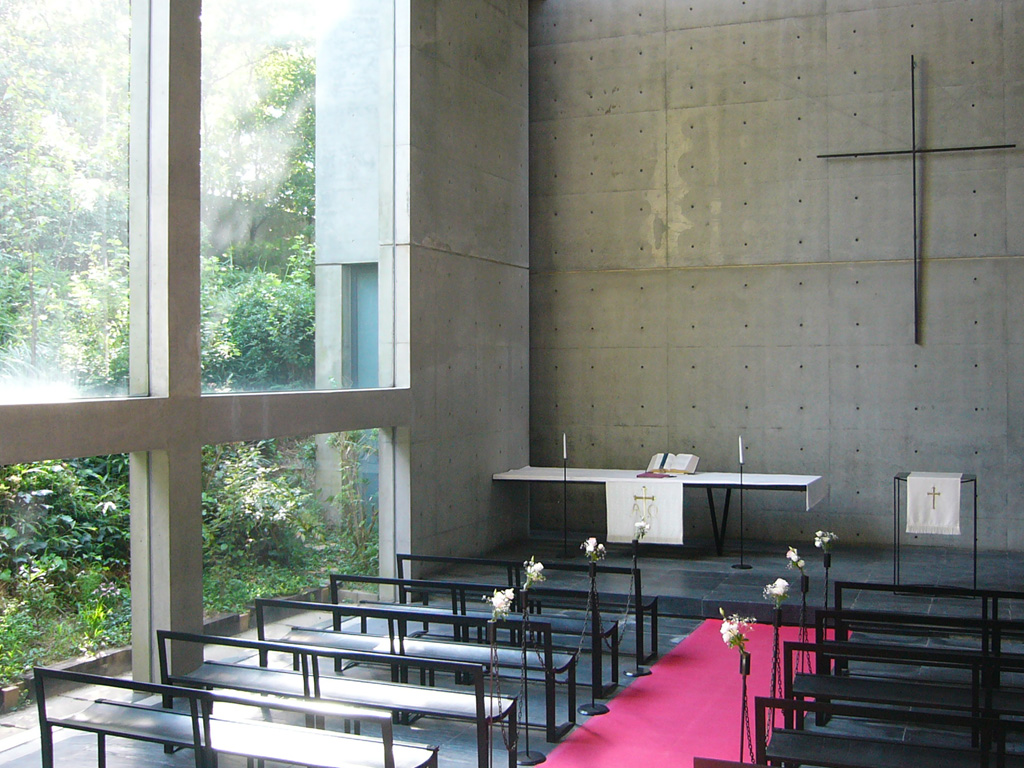
風の教会
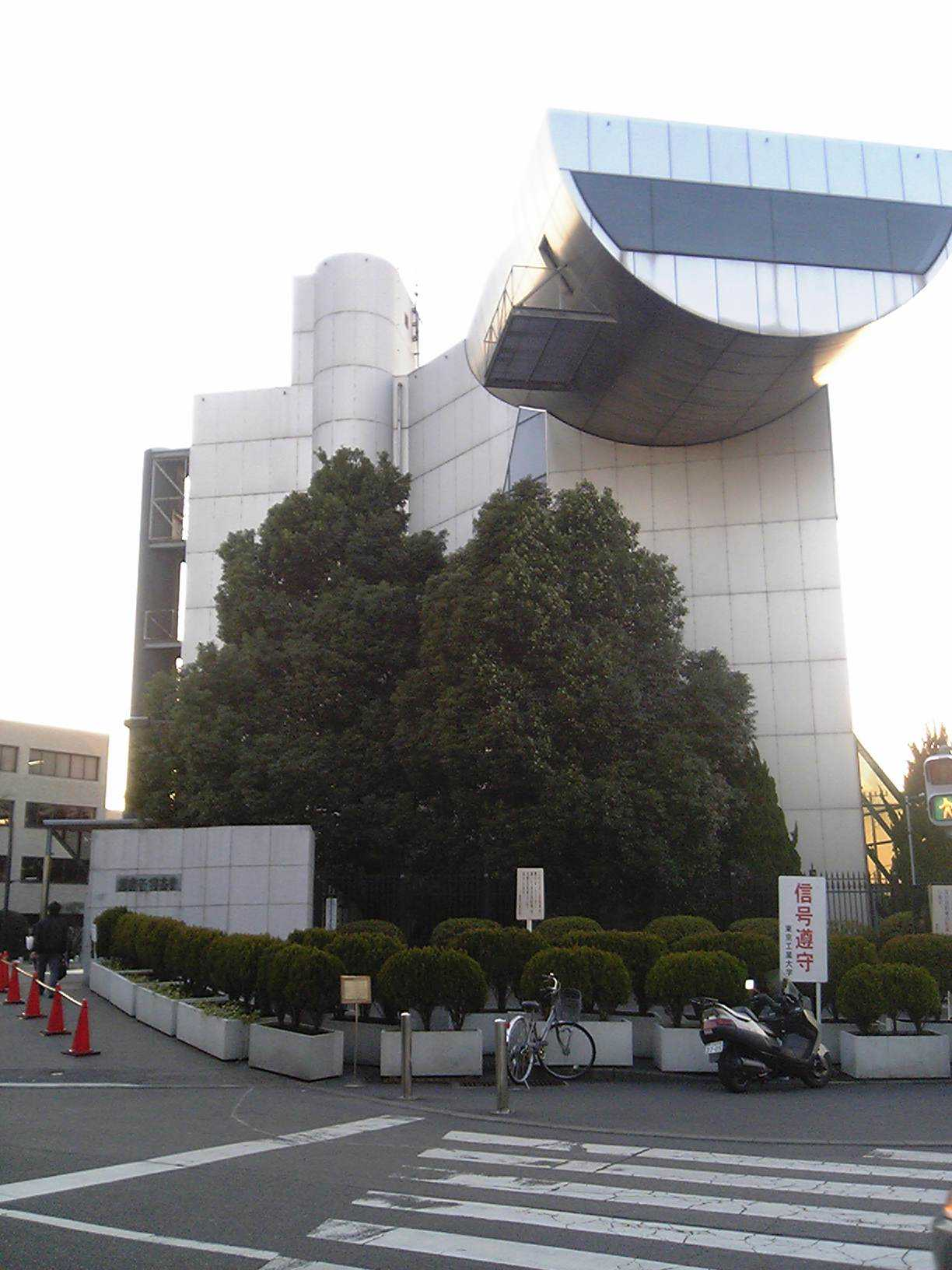
東京工業大学百年記念館
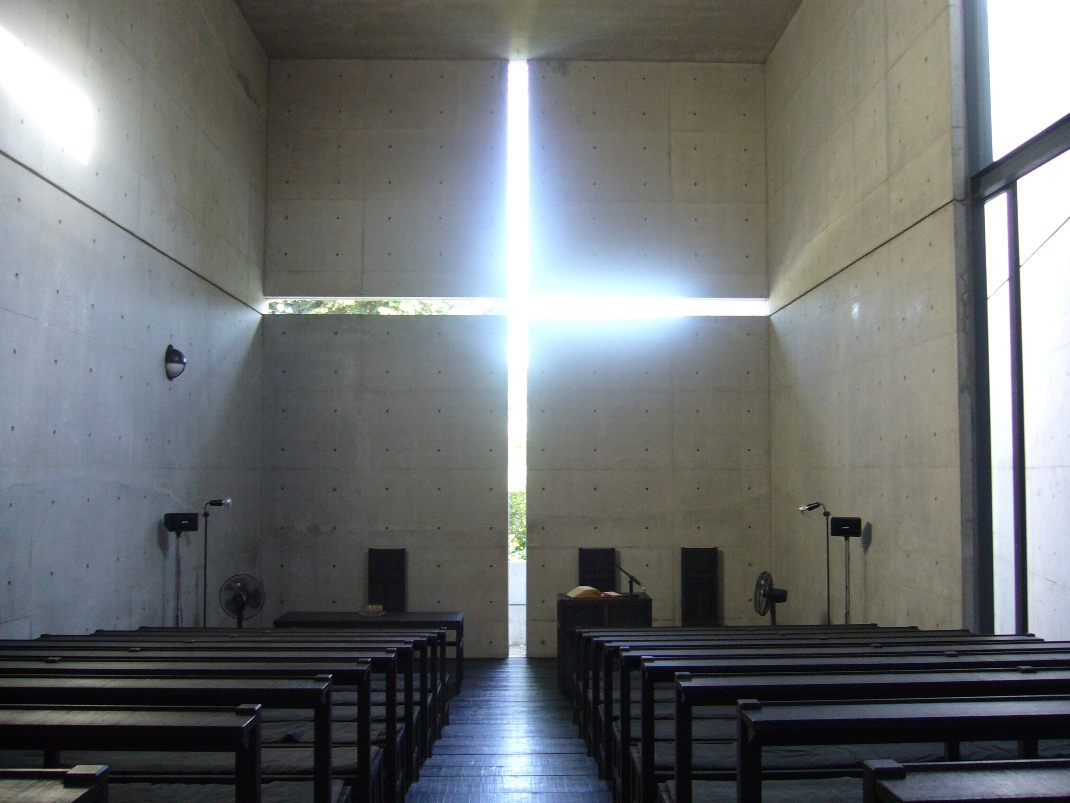
光の教会
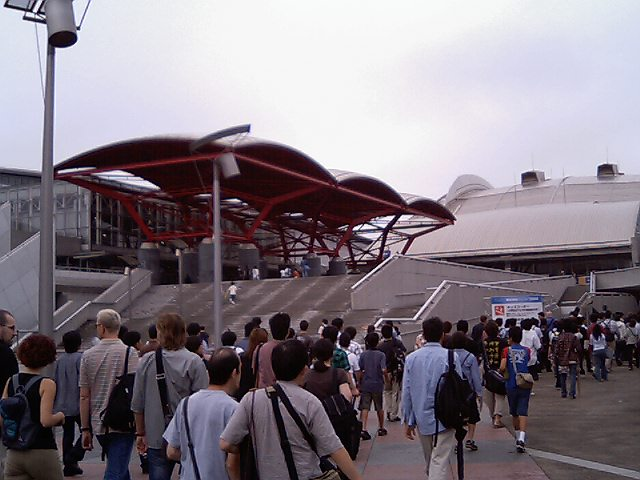
幕張メッセ
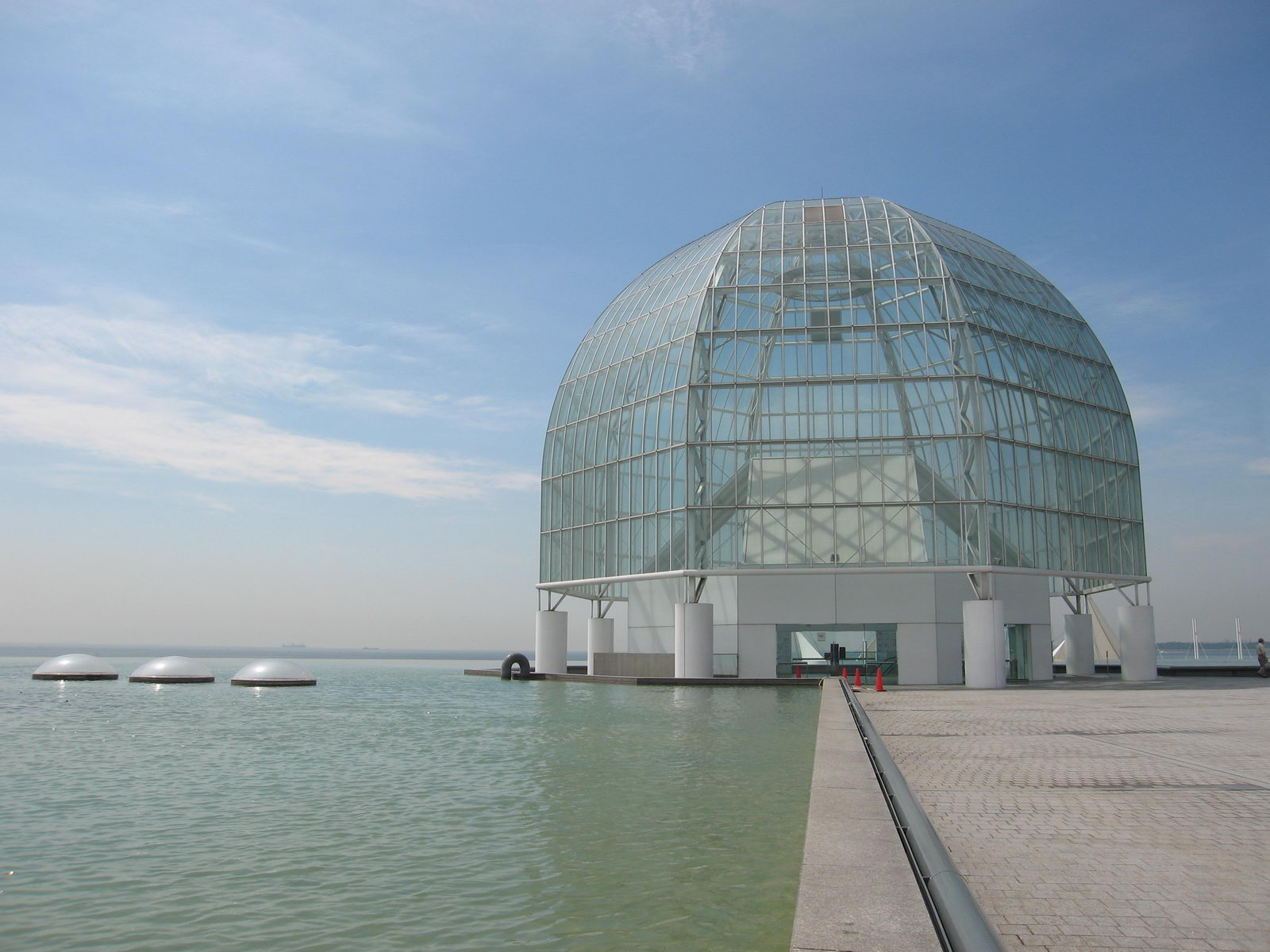
葛西臨海水族園
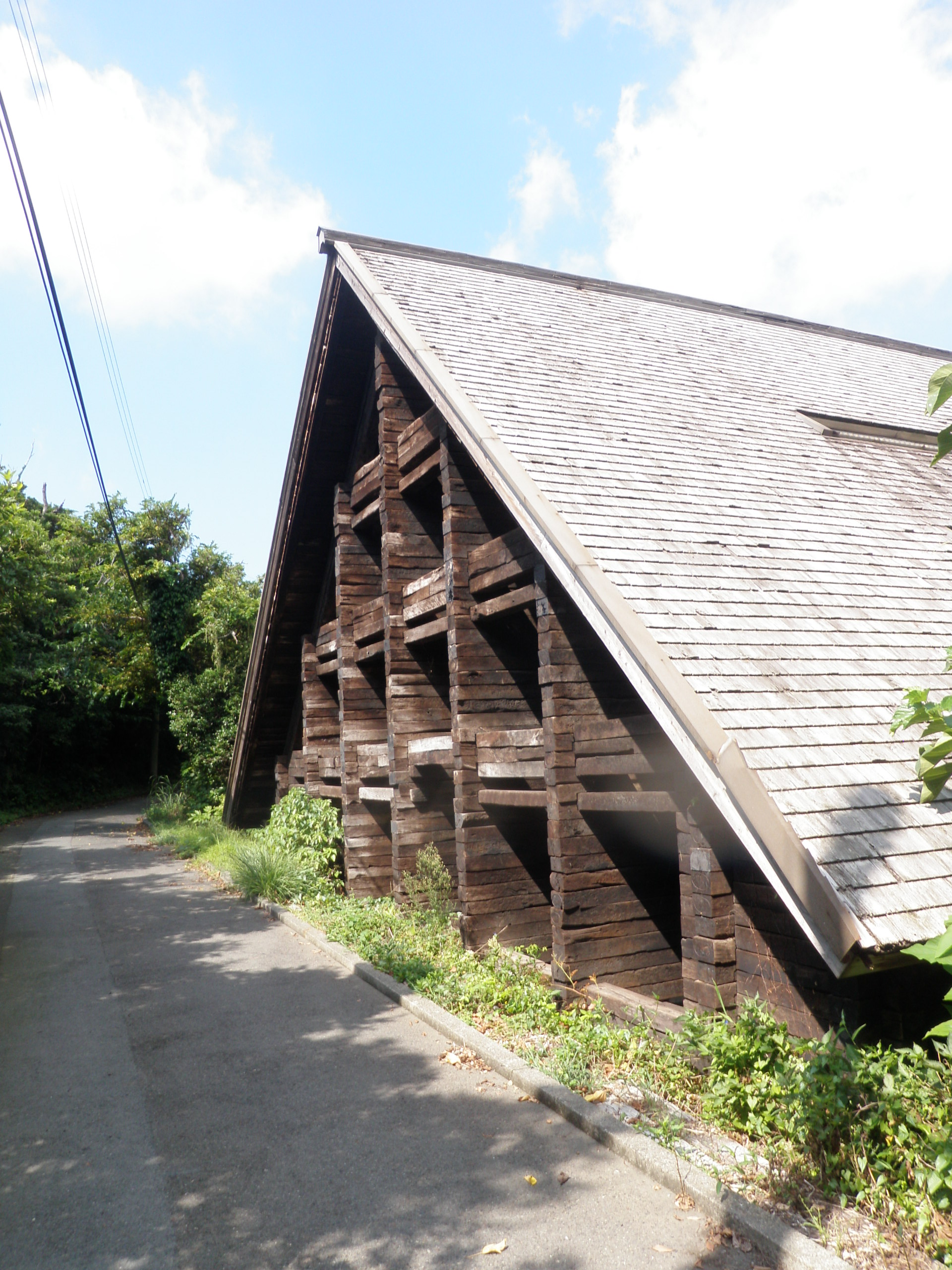
生闘学舎

## 海外の主要作品
ウィキメディア・コモンズには、1980年代の建築に関するカテゴリがあります。
現況欄の○は現存、✕は現存せず、△は一部現存
| 西暦   | 名称                                            | 画像 | 設計者                                                          | 所在地                       | 国・地域       | 現況 | 指定 | 備考           |
| ------ | ----------------------------------------------- | ---- | --------------------------------------------------------------- | ---------------------------- | -------------- | ---- | ---- | -------------- |
| 1980年 | アトランティス                                  |      | アルキテクトニカ                                                | マイアミ                     | アメリカ合衆国 | ○    |      |                |
| 1980年 | リッターシュトラッセの集合住宅                  |      | ロブ・クリエ                                                    | ベルリン                     | ドイツ         | ○    |      |                |
| 1981年 | ２－４－６－８住宅                              |      | トム・メイン                                                    | ロサンゼルス                 | アメリカ合衆国 | ○    |      |                |
| 1981年 | スリランカ国会議事堂                            |      | ジェフリー・バワ                                                | スリジャヤワルダナプラコッテ | スリランカ     | ○    |      |                |
| 1982年 | ポートランド・ビル                              |      | マイケル・グレイヴス                                            | ポートランド・               | アメリカ合衆国 | ○    |      |                |
| 1982年 | ベトナム慰霊碑                                  |      | マヤ・リン                                                      | ワシントンD.C.               | アメリカ合衆国 | ○    |      |                |
| 1983年 | 英国ルノー社部品配送センター                    |      | ノーマン・フォスター                                            | スウィンドン                 | イギリス       | ○    |      |                |
| 1983年 | ハイ美術館                                      |      | リチャード・マイヤー                                            | アトランタ                   | アメリカ合衆国 | ○    |      |                |
| 1983年 | ストックホルム大学図書館                        |      | ラルフ・アースキン                                              | ストックホルム               | スウェーデン   | ○    |      |                |
| 1983年 | モンテソリ小学校                                |      | ヘルマン・ヘルツベルハー                                        | アムステルダム               | オランダ       | ○    |      |                |
| 1983年 | TV-AMビルディング                               |      | テリー・ファレル                                                | ロンドン                     | イギリス       | ○    |      |                |
| 1983年 | パレ・アブラクサス                              |      | リカルド・ボフィル                                              | ノワジー＝ル＝グラン         | フランス       | ○    |      |                |
| 1983年 | シュトゥットガルト美術館                        |      | ジェームズ・スターリング                                        | シュトゥットガルト           | ドイツ         | ○    |      |                |
| 1984年 | AT&Tビル                                        |      | フィリップ・ジョンソン                                          | ニューヨーク                 | アメリカ合衆国 | ○    |      | 現ソニープラザ |
| 1984年 | 国立古代ローマ博物館                            |      | ラファエル・モネオ                                              | メリダ                       | スペイン       | ○    |      |                |
| 1984年 | ブラーク/オールド・ハーバー再開発               |      | ピート・ブロム                                                  | ロッテルダム                 | オランダ       | ○    |      |                |
| 1985年 | イリノイ州センター                              |      | ヘルムート・ヤーン                                              | シカゴ                       | アメリカ合衆国 | ○    |      |                |
| 1986年 | メニル・コレクション美術館                      |      | レンゾ・ピアノ                                                  | ヒューストン                 | アメリカ合衆国 | ○    |      |                |
| 1986年 | 香港上海銀行本店ビル                            |      | ノーマン・フォスター                                            | 香港                         | 中国           | ○    |      |                |
| 1986年 | ロイズ・オブ・ロンドン本部ビル                  |      | リチャード・ロジャース                                          | ロンドン                     | イギリス       | ○    |      |                |
| 1987年 | アラブ世界研究所                                |      | ジャン・ヌーヴェル                                              | パリ                         | フランス       | ○    |      |                |
| 1987年 | バルセロナの橋                                  |      | サンティアゴ・カラトラヴァ                                      | バルセロナ                   | スペイン       | ○    |      |                |
| 1987年 | ロサンゼルス現代美術館                          |      | 磯崎新                                                          | ロサンゼルス                 | アメリカ合衆国 | ○    |      |                |
| 1988年 | ファンケシュトラーセの屋上改装                  |      | コープ・ヒンメルブラウ                                          | ウィーン                     | オーストリア   | ○    |      |                |
| 1989年 | グランダルシュ（新凱旋門）                      |      | ヨハン・オットー・フォン・スプレッケルセン ポール・アンドリュー | パリ                         | フランス       | ○    |      |                |
| 1989年 | ルーヴル美術館ガラスのピラミッド                |      | I・M・ペイ                                                      | パリ                         | フランス       | ○    |      |                |
| 1989年 | ヴィトラ・デザイン・ミュージアム                |      | フランク・ゲーリー                                              | ヴァイル・アム・ライン       | ドイツ         | ○    |      |                |
| 1989年 | ラ・ヴィレット公園                              |      | バーナード・チュミ                                              | パリ                         | フランス       | ○    |      |                |
| 1989年 | マルコ・デ・カナヴェーゼスの教会と 教区センター |      | アルヴァロ・シザ                                                | マルコ・デ・カナヴェーゼス   | ポルトガル     | ○    |      |                |

## コンペ・受賞
- 丹下健三がプリツカー賞受賞
- ベルリン国際建築展 - いくつかのプロジェクトのために様々な建築家が当選し関与（1980-1987年）
- オスロ中央駅 - ジョン・エンフが当選
- 福井県立美術館指名設計競技 - 佐藤武夫事務所が当選。1980年第21回BCS賞を受賞する
- 半田市立図書館 1980年（昭和55年）
- 太田町真木真昼国民宿舎建築設計競技 1980年
- 旧オルセー駅駅舎美術館転用計画建築設計競技（1980年）
- ヴィレット科学産業都市博物館（1980年）
- ヴィレット音楽産業都市博物館（1980年）
- アラブ世界研究所 - ジャンヌーヴェルが当選（1981年）
- 春日市光町共同利用施設競技設計, 福岡県春日市. 1981年
- 太田市社会教育総合センター 競技設計. 1981
- 秋田県果樹試験場本館建築設計競技 1981年
- 東京理科大学100周年記念図書館設計競技 1981年
- 名古屋市芸術創造センター設計競技（1981年）
- ポルト市の文化センター（Casa das Artes）の建築設計競技（1981年）
- 萩須記念館（1981年）
- パリ・ラ・グランデ・アルク・デ・ラ・デファンス（ヨハン・オットー・フォン・スプレッケルセンが当選（1982年）
- 荻須記念館全国公開設計競技（1982年）
- ラ・デファンス高層ビル（パリ）
- パリ・バステューユ新オペラ座国際オープンコンペティション（1982年）
- フランス大蔵省新庁舎（1982年）
- 人権ビルナシオン広場
- 新凱旋門グレートアーチ（1983年）
- パリ新オペラハウス国際設計競技	1983
- シテ・デ・ラ・ミュジーク、パリ - クリスチャン・ド・ポザンパルクが当選（1983年）
- オペラ・バスティーユ、パリ - カルロス・オットーが当選（1983年（応募数750）
- 新潟市立美術館指名設計競技 1983年（昭和58年）
- 練馬区医師会館指名設計競技 1984年（昭和59年）
- 藤枝市郷土博物館（1984年）
- 日本火災海上軽井沢厚生寮公開設計競技 1984年（昭和59年）
- 日本歯科医師会館指名設計競技 1985年（昭和60年）
- 駒ケ根市文化公園施設群公開設計競技（1984年）
- ニーム・キャレ・ダール - ノーマン・フォスターが当選（1984年（12名の建築家を招聘）
- シテ・ド・ラ・ミュジークの建築設計競技（1984年）
- 東京夢の島熱帯植物館（1985年）
- メッセタワー - フランクフルト・アム・マイン - Helmut Jahnが当選（1985年）
- 横浜市港湾局みなとみらい2ドックパーク基本計画設計競技（1985年）
- 石垣市民会館指名設計競技（1985年）
- 全労済会館公開建築設計競技（1985年）
- 四条アーケード設計競技（1985）
- 新国立劇場 - 1986年、公開コンペを経て、竹中工務店設計部に所属する柳澤孝彦の案が当選
- 新都庁舎コンペ - 1986年、指名コンペを実施。ゴシック様式を思わせる第一庁舎、議事堂が取り囲む市民広場といった特徴を持つ丹下健三の案が当選
- 犬山市立図書館 1985年
- 三州丸栄建築設計競技 1985年
- 土浦市立博物館 1985年
- 全労済会館公開建築設計競技（1986年）
- 愛知県新文化会館(名城地区-図書館)（1986年）
- 東京都設計事務所健康保険組合熱海リフレッシュセンター建築設計競技（1987年）
- 三重県口腔保健センター競技設計, 1987年
- モルガン・スタンレー銀行設計競技(1986年)
- ハーグ市庁舎 - リチャード・マイヤーが当選（1986-1989年）
- オペラ・ナショナル・リヨン - ジャン・ヌーヴェルが当選（1986年）
- バイエル社インフォメーションセンター国際指名設計競技(1987年)
- バイエルン社植物防疫研究センター国際指名設計競技
- バタノスタースクエア国際指名設計競技(1987年)
- 愛知県新文化会館図書館競技設計, 1987年
- 愛知県新文化会館公開設計競技 1987年（昭和62年）
- 愛知県芸術文化会館コンペティション 1987年
- 秋田総合婦人会館（アトリオン）提案競技
- 日本コンベンションセンター（幕張メッセ）
- 坂本龍馬記念館公開設計競技 1987年（昭和62年）
- 東京造形大学キャンパス指名設計競技 1987年（昭和62年）
- 愛知芸術文化センター建築設計競技 1987年
- 北名古屋市図書館 1988年（昭和63年）
- 北海道立帯広美術館 1988年
- 三島市文化会館指名設計競技 1988年（昭和63年）
- 愛知県新文化会館(栄地区)（1988年）
- 富山県科学情報センター指名設計競技 1988年（昭和63年）
- 東洋大学白山キャンパス指名設計競技 1988年（昭和63年）
- 青山製図専門学校校舎公開設計競技 1988年（昭和63年）
- 千代田生命広尾本社ビル事業コンペ 1988年（昭和63年）
- 星田アーバンリビング・デザインコンペティション(1988）
- 大阪国際平和センター（ピース大阪）建築設計コンペ 1988年
- オランダ建築研究所 - ロッテルダム - ヨー・クーネンが当選（1988年（6案）
- フランス国立図書館（1989年）
- ベルリン・ユダヤ博物館 - ダニエル・リベスキンドが当選（1989年）